# فيلي هال
فيلي هال (بالإنجليزية: Willie Hall)‏ (12 مايو 1912 في المملكة المتحدة - 22 مايو 1967) هو لاعب كرة قدم بريطاني في مركز الدفاع. شارك مع منتخب إنجلترا لكرة القدم. أما مع النوادي، فقد لعب مع توتنهام هوتسبير.

## وصلات خارجية
- فيلي هال على موقع قاعدة بيانات كرة القدم.إي يو (الإنجليزية)
- فيلي هال على موقع قاعدة بيانات كرة القدم.إي يو (الإنجليزية)
- فيلي هال على موقع ناشيونال فوتبول تيمز (الإنجليزية)